# 峇六拜
峇六拜，是马来西亚槟城州槟岛西南县县城，隶属槟岛市政厅，为一座沿海城市。该市北临乔治市，南临虎屿，西临浮罗山背，东边以跨槟威海峡的槟城第二大桥与威省峇都交湾相连。峇六拜河流经城中并最终流入槟威海峡。峇六拜是槟城主要的自由贸易工业区所在地，因而被誉称为槟州矽谷。峇六拜的主要市郊有峇央峇鲁与峇都茅。
法兰西斯·莱特于1786年3月开辟槟城后，峇六拜于1800年代由一户苏门答腊家庭开埠，早期垦地为稻田以从事农耕。英殖民起始统治槟城长达一世纪，便于1935年在峇六拜建设英属马来亚首座民用机场，即峇六拜国际机场（现已更名为槟城国际机场）。至1970年，槟州政府在峇六拜设立自由贸易工业区，以吸引外资前来设厂。目前，峇六拜现有科技与电子工商厂家有罗伯特·博世公司、摩托罗拉公司、戴尔公司、英特尔公司以及惠普公司。华人以福建裔居多，當地主要通用槟城福建话（闽南语）。

## 历史
峇六拜一词源于英文名 Bayan Lepas 之闽南发音音译，而 Bayan Lepas 一词源于一户富裕的苏门答腊家庭。1800年代，该家庭漂洋过海迁移槟城某地，恰巧抵槟之时其宠物长尾鹦鹉却飞走消失。因此，该家庭以“飞翔的鹦鹉”之印尼语将此地称作 Bayan Lepas，此名至今仍被保留下来。
1935年，英国殖民政府在峇六拜建造峇六拜国际机场，为英属马来亚首座民用机场，该机场竣工后开幕即迎来首架帝国航空阿瑞图萨号班机抵槟。同时，英殖民政府也在峇都茅一带建立堡垒以随时准备抵御吉打苏丹的反攻。可是，大日本帝国陆军于第二次世界大战攻入槟城，便将此堡垒摧毁了。

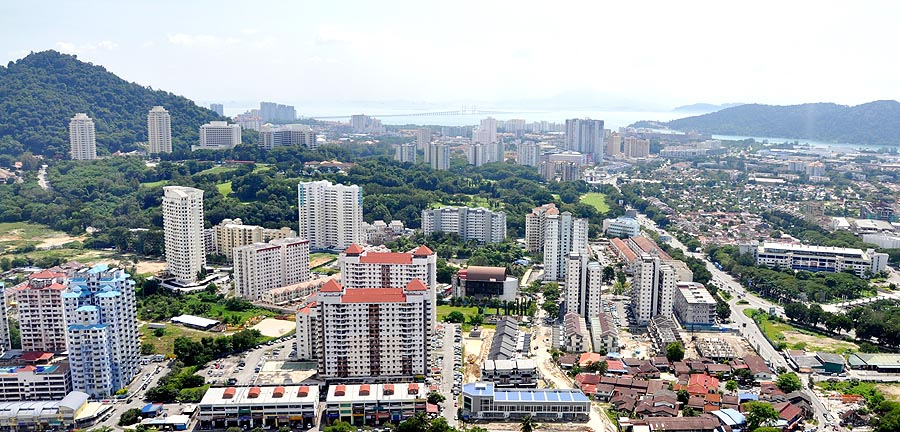
自由工业区落成后，许多新兴社区如峇央峇鲁便开发大兴土木。

二战结束至1970年代，峇六拜仍然是一个以稻米种植业为主的农村，直至时任槟城首席部长林苍佑将该农地发展为自由工业区，引进跨国公司前来设厂，提供更多就业机会，从而解决了当时槟城失业率高的问题。此外，峇六拜国际机场亦进行翻修，扩建计划于1979年完成后，该机场便正式更名为槟城国际机场。

## 旅游景点

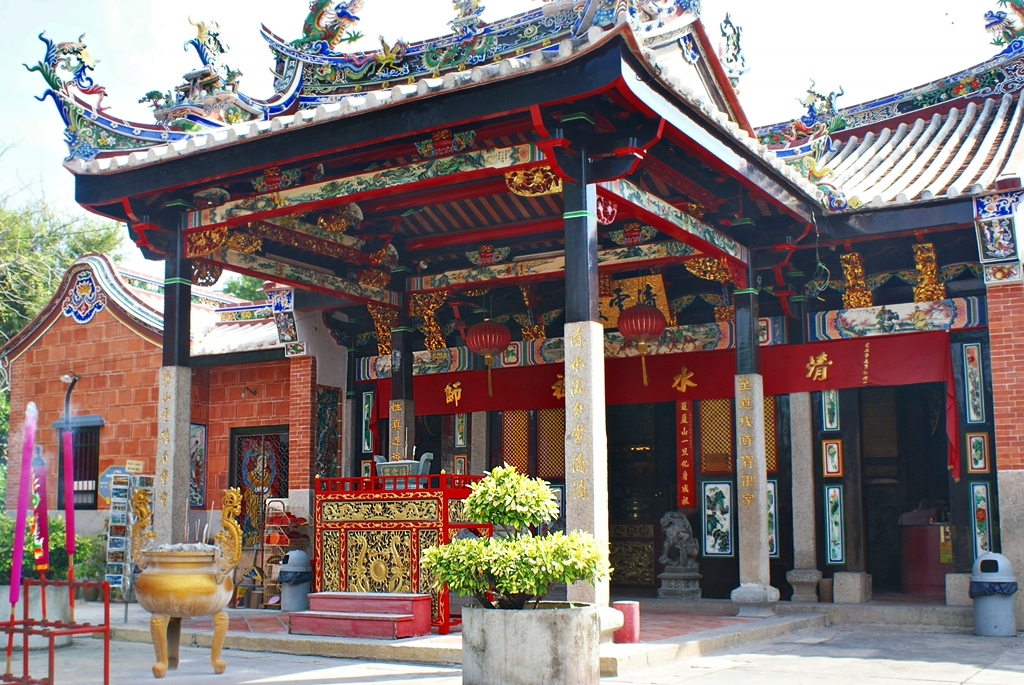
峇六拜蛇庙

## 市郊
以下地区可被视为峇六拜的市郊。
- 峇央峇鲁（Bayan Baru）
- 峇都茅（Batu Maung）
- 武吉占姆（Bukit Jambul）
- 湖内 (槟城)（Relau）
- 新港 (槟城)（Sungai Ara）
- 双溪赖 (槟岛)（Sungai Dua）
- 双溪里蒙（Sungai Nibong）
- 公巴（Teluk Kumbar）

## 交通

### 航空

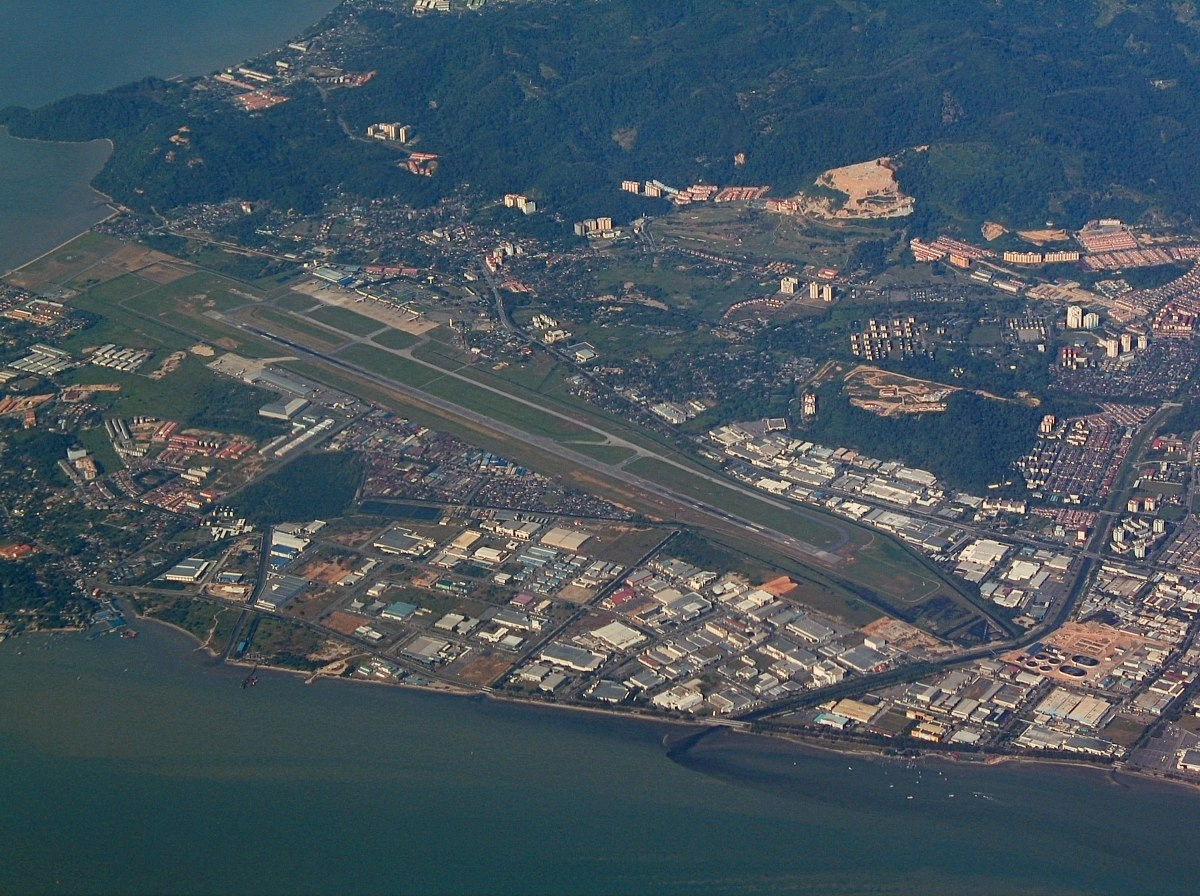
槟城国际机场空照图

槟城国际机场于1935年以“峇六拜国际机场”名称启用，1979年修建后改为现名，并在2010年进行第二次大规模的扩建工程于2012年12月31日竣工。
该机场是北马区域主要的交通枢纽，为大槟城居民提供国内外航班，并连接亚洲主要城市，如吉隆坡、新加坡、雅加达、曼谷、香港、台北、胡志明市等。

### 陆路

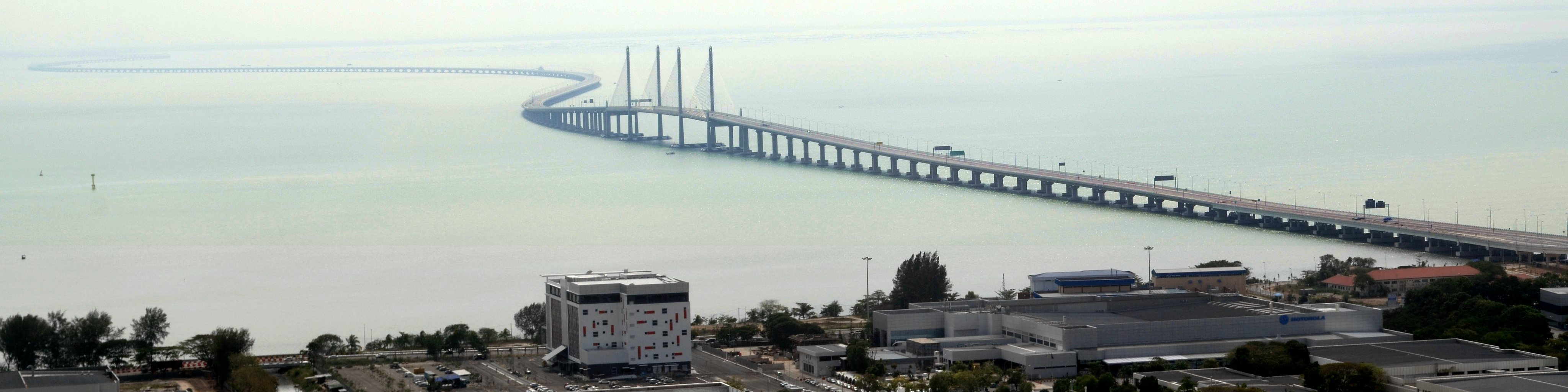
从峇都茅俯视槟城第二大桥

槟城第二大桥正式名称为苏丹阿都哈林大桥，它将峇六拜与威省的峇都交湾相连，并于2014年3月1日开通。大桥全长24公里，为东南亚最长的跨海大桥，曾于2015年10月9日获英国土木工程学院颁发布鲁内尔（Brunel Medal）大奖。